# Jozef Chovanec
Jozef Chovanec (Dolné Kočkovce, 7 de março de 1960) é um ex-futebolista e treinador de futebol tcheco.

## Carreira

### Jogador
Jogou entre 1978 e 1995, principalmente no Sparta Praga, onde teve três passagens. Foi também um dos primeiros jogadores da Tchecoslováquia a atuar no exterior enquanto o país viveu sob o regime comunista: foi em 1988 para o PSV Eindhoven da Holanda, na época em que se estabelecera uma política de abertura nos países do Leste Europeu.
Chovanec, que atuava ora como meia, ora como líbero, jogou 52 vezes e marcou 4 gols pela Seleção Tchecoslovaca, jogando por ela entre 1984 até 1992, o último ano de existência do país. Participante da Copa de 1990, não chegou a defender a República Tcheca, criada em 1993.

### Treinador
Tornou-se técnico em 1996, no Sparta (em 1994 foi jogador-treinador por um curto período), alçado um ano depois à técnico da Seleção Tcheca, classificando-a para a Eurocopa 2000. Saiu em 2001, após a não-classificação para a Copa de 2002.
Chovanec foi, ainda, presidente do Sparta entre 2008 e 2011. Ao final da temporada 2007/08, assumiu interinamente como técnico do clube grená, já na penúltima rodada. Não foi capaz de fazer a equipe superar o arqui-rival Slavia Praga no campeonato tcheco, mas conquistou a Copa da República Tcheca.
Treinou ainda o Baniyas dos Emirados Árabes Unidos, entre 2012 e 2013. Em março de 2014, foi contratado para ser o novo técnico do Ružomberok.
Seu último clube foi o Slovan Bratislava, onde trabalhou por 6 meses.